# Stephan Eicher

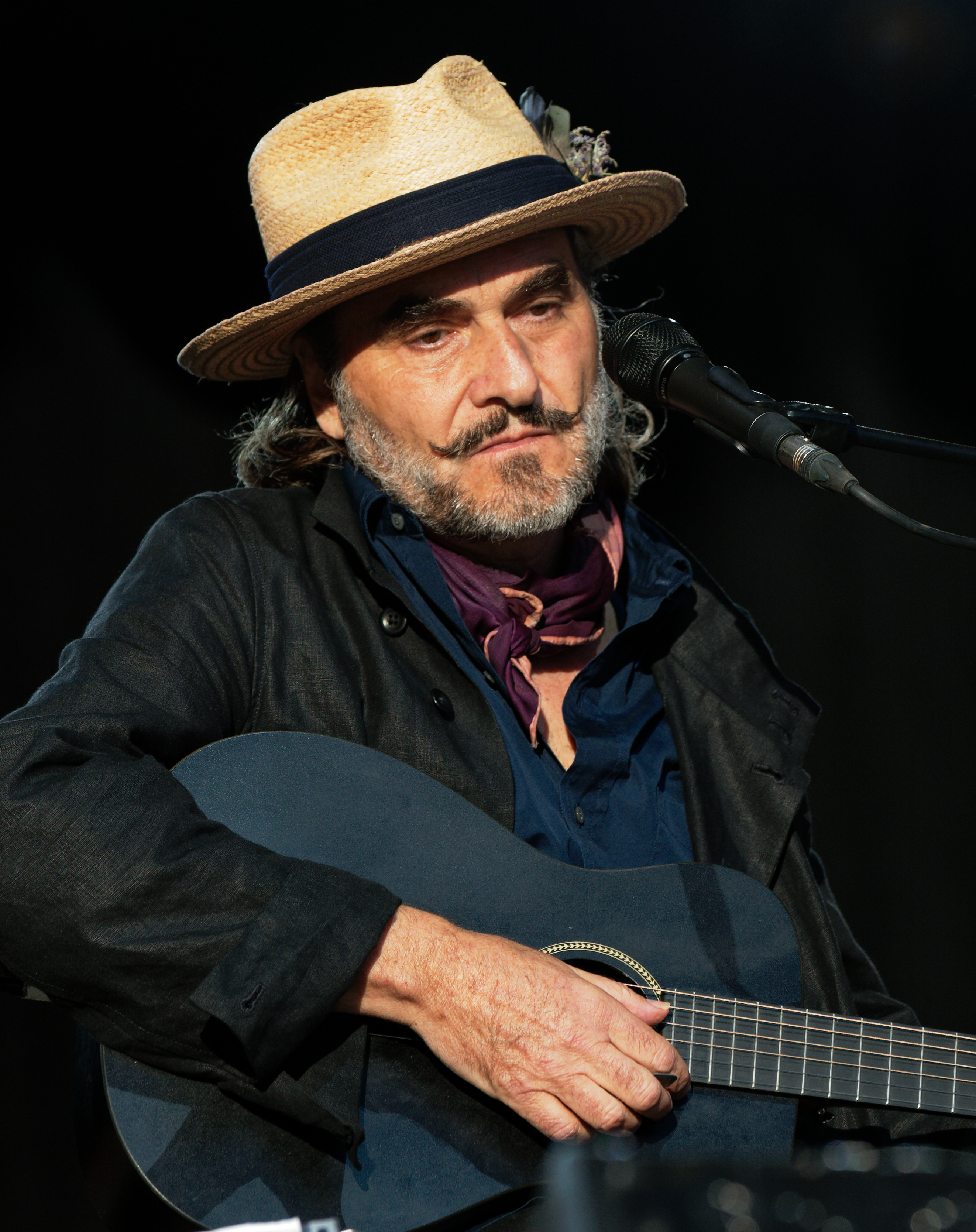
Stephan Eicher (2021)

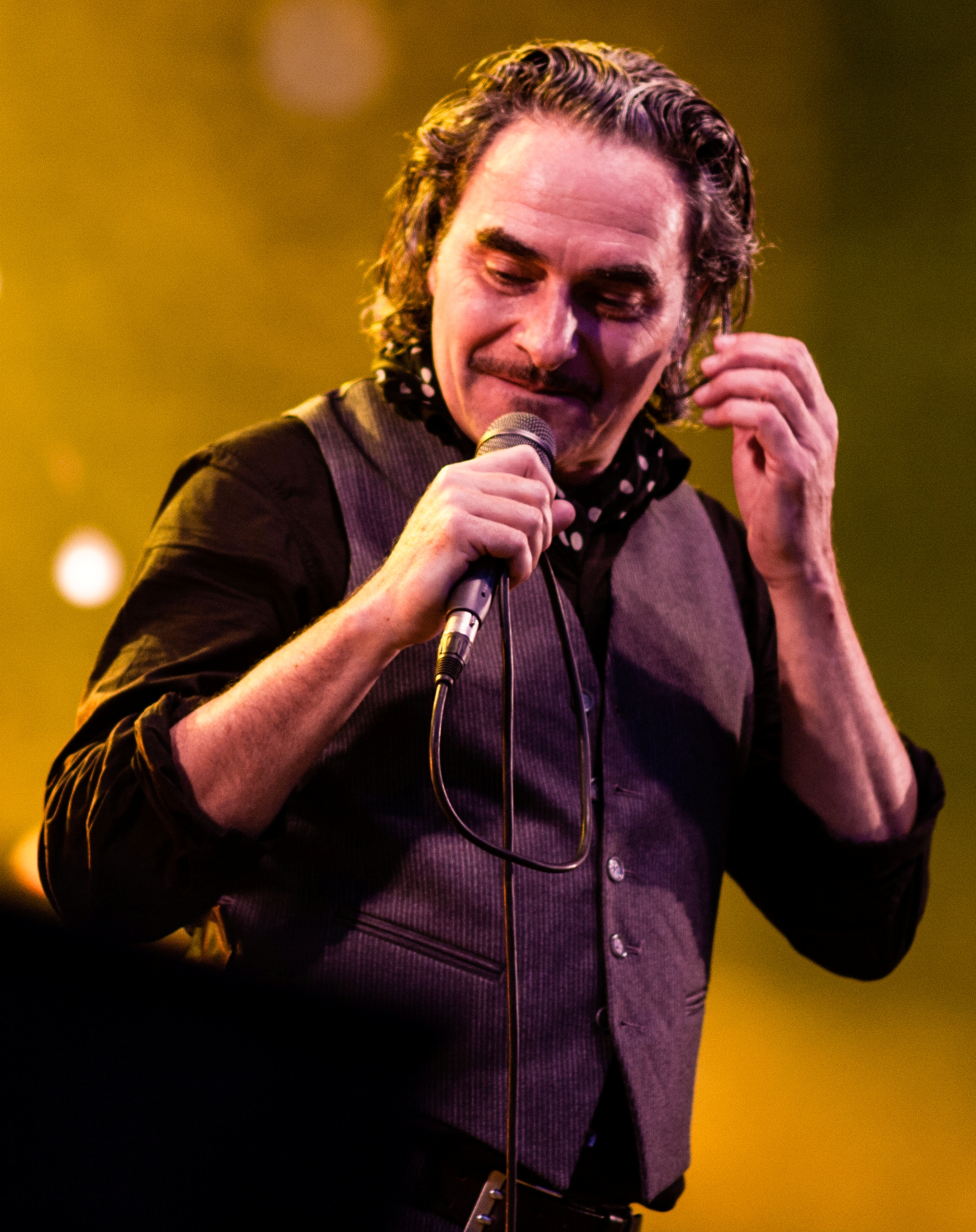
Stephan Eicher (2012)

Stephan Eicher (* 17. August 1960 in Münchenbuchsee) ist ein Schweizer (Rock-)Chansonnier. Er singt auf Französisch, Deutsch, Englisch, Italienisch und Berndeutsch. Bekannt wurde er im deutschsprachigen Raum in den 1980er Jahren mit der Band Grauzone und deren NDW-Chartsingle Eisbär aus dem Jahr 1981.

## Leben
Stephan Eicher stammt aus einer jenischen Familie. Seine Kindheit verbrachte er in Münchenbuchsee, später besuchte er das Internat Ecole d’Humanité in Hasliberg. Seine musikalische Ausbildung erfolgte an der Zürcher F+F Schule für Kunst und Design, wo er unter anderem auch lernte, den Computer für das Komponieren zu nutzen.
Am 18. Dezember 2009 nahm Eicher den Kunstpreis der Stadt Zürich entgegen, der damals zum zweiten Mal in der Sparte Pop/Rock verliehen wurde. Er ist Gewinner des SwissAward 2013 in der Kategorie «Show», 2020 wurde ihm im Rahmen der Swiss Music Awards der «Outstanding Achievement Award» verliehen.
Eicher ist ein Protagonist in Unerhört jenisch von Martina Rieder und Karoline Arn, Premiere feierte der Film bei den Solothurner Filmtagen 2017. Stefan Eicher und noch detaillierter sein Bruder Erich Eicher äussern sich darin zur jenischen Herkunft ihrer Familie und ihrer Musik.

## Werk
Seinen ersten Tonträger Eisbär nahm Eicher gemeinsam mit seinem Bruder Martin als NDW-Band Grauzone 1980 auf. 
1981 veröffentlichte er unter dem Pseudonym Zorro Schlubowitz eine gleichnamige Kompaktkassette. Musikalischer Stil war New Wave mit Elementen des Minimal Electro.
Die Vorliebe für französische Chansons à la Jacques Dutronc, Antoine und Serge Gainsbourg prägte seine folgenden Solo-Veröffentlichungen. Der LP/CD-Titel Les Chansons Bleues verweist auf Eichers melancholische Grundstimmung dieser Zeit. Sein Thema ist die Einsamkeit.
Mit den beiden dann folgenden Alben etablierte sich Eicher. Das Album I tell this night stieg 1985 in den schweizerischen Charts bis auf Platz 10 und verweilte 12 Wochen in der Bestenliste. Zwei Jahre später konnte er mit dem Album Silence den 3. Platz der Schweizer Top 10 verbuchen und wurde 14 Wochen in den Charts geführt. Beide Alben wurden von ihm nahezu im Alleingang eingespielt.
Mit My Place ging Eicher 1989 neue Wege. Die französischen Texte wurden von Philippe Djian geschrieben, einem renommierten französischen Schriftsteller, mit dem er auch privat befreundet ist und der auch später immer wieder Liedtexte für Eichers Alben verfasste. Bei der Instrumentierung setzte er zusätzlich ein Streichquartett ein. Sein grösster kommerzieller Erfolg war 1991 das Album Engelberg, das sich alleine in der Schweiz 5 Wochen auf dem 1. Platz halten konnte und insgesamt 46 Wochen in den Alben-Charts verweilte. Der Titel Déjeuner en paix entwickelte sich in Frankreich zu einem Nummer-zwei-Hit. Mit allen folgenden Alben gelangte Eicher regelmässig auf die Plätze 1 bis 5 der Schweizer Alben-Charts. Einer der am meisten gespielten Titel im Schweizer Radio bleibt Eichers 1992-Version von Hemmige, Philosophie auf den Punkt gebracht von Mani Matter.
Im Rahmen einer Welttournee, die ihn unter anderem auch auf den afrikanischen Kontinent führte, nahm er 1994 sein erstes Live-Album auf.
2001 veröffentlichte Eicher sein erstes Best-of-Album mit dem Titel Hôtel’S. Das Hotel Hess im schweizerischen Engelberg war für ihn lange Jahre ein zweites Zuhause. Martin Hess, Bruder des Hoteliers Geny Hess und sein enger Freund, war Produzent. Eicher wählte den Titel Hôtel’S als Hommage an dieses Grand Hotel, das im selben Jahr abgerissen wurde. Über die Titelauswahl zum Album liess er die Fans auf seiner Homepage abstimmen. Im Kursaal in Engelberg entstanden ebenfalls die Alben Engelberg und Louanges.
Eicher setze angeblich ausgefallene Ideen gerne in handfeste Projekte um. So bei Im Taxi von Hamburg bis Palermo, eine musikalische Reise durch die Kulturen 2003, was er wörtlich und als Album verwirklichte. Das Titelstück Taxi Europa sang er im Wechselspiel mit Herbert Grönemeyer und dem Italiener Max Gazzè.
Im Juli 2006 eröffnete Eicher das Blue Balls Festival in Luzern und präsentierte dabei erstmals zwei Songs, die er zusammen mit dem Schweizer Autor Martin Suter verfasste (I weiss nid was es isch und Charlie). Im April 2007 erschien das Album Eldorado.
2021 erhielt Eicher den Schweizer Grand Prix Musik.

## Zusammenarbeit mit anderen Künstlern
Eicher arbeitete im Laufe seiner Karriere mit zahlreichen Musikern. Bei den grossen europäischen Festivals trat er unter anderem mit I Muvrini, Moondog, Goran Bregoviç, Ismaël Lô, Axelle Red, finn, Texas und Jeans for Jesus auf. Er wurde live und auf einigen seiner Alben von dem Schlagzeuger Manu Katché, den Gitarristen Sonny Landreth und Tommy Vetterli (Coroner, Kreator) sowie dem Bassisten Pino Palladino begleitet. Auch arbeitete er mit dem Akkordeonisten Arnaud Méthivier. Mit der Zürcher Songwriterin Sophie Hunger nahm er für deren Album Monday’s Ghost 2008 das Lied Spiegelbild auf, welches aber nur auf der Schweizer Version dieses Albums veröffentlicht wurde.
Eicher produzierte ausserdem den Schweizer Musiker Tinu Heiniger und produzierte, komponierte und schrieb mit dem Rapper Kutti MC das Album Freischwimmer.

## Diskografie
Grauzone
für Veröffentlichungen mit Grauzone, siehe deren Diskografie.

### Alben
| Jahr | Titel                         | Höchstplatzierung, Gesamtwochen, AuszeichnungChartplatzierungen (Jahr, Titel, Platzierungen, Wochen, Auszeichnungen, Anmerkungen) | Höchstplatzierung, Gesamtwochen, AuszeichnungChartplatzierungen (Jahr, Titel, Platzierungen, Wochen, Auszeichnungen, Anmerkungen) | Höchstplatzierung, Gesamtwochen, AuszeichnungChartplatzierungen (Jahr, Titel, Platzierungen, Wochen, Auszeichnungen, Anmerkungen) | Anmerkungen                                                                   |
| Jahr | Titel                         | DE | FR | CH | Anmerkungen                                                                   |
| ---- | ----------------------------- | --- | --- | --- | ----------------------------------------------------------------------------- |
| 1983 | Les Chansons Bleues           | — | — | CH21 Gold · (4 Wo.)CH | 2003 Wiederveröffentlichung mit neuen Versionen                               |
| 1985 | I Tell This Night             | — | — | CH10 (12 Wo.)CH |                                                                               |
| 1987 | Silence                       | — | — | CH3 Gold · (14 Wo.)CH |                                                                               |
| 1989 | My Place                      | — | — | CH4 Gold · (11 Wo.)CH |                                                                               |
| 1991 | Engelberg                     | — | FR— ×2DoppelplatinFR | CH1 ×3Dreifachplatin · (49 Wo.)CH                                                                                                 |                                                                               |
| 1993 | Carcassonne                   | DE68 (8 Wo.)DE | FR— ×2DoppelgoldFR | CH1 ×2Doppelplatin · (20 Wo.)CH                                                                                                   |                                                                               |
| 1994 | Non ci badar – guarda e passa | — | — | CH5 Gold · (13 Wo.)CH | Konzertalbum                                                                  |
| 1996 | 1000 Vies                     | — | FR18 Gold · (9 Wo.)FR | CH1 Platin · (14 Wo.)CH |                                                                               |
| 1999 | Louanges                      | — | FR6 Gold · (12 Wo.)FR | CH4 Gold · (19 Wo.)CH |                                                                               |
| 2001 | Hotel*s                       | — | FR— GoldFR | CH2 Gold · (10 Wo.)CH | Best-of-Album                                                                 |
| 2003 | Taxi Europa                   | — | FR22 (16 Wo.)FR | CH2 (20 Wo.)CH |                                                                               |
| 2004 | Tour Taxi Europa              | — | FR104 (4 Wo.)FR | CH51 (3 Wo.)CH |                                                                               |
| 2007 | Eldorado                      | — | FR5 Gold · (34 Wo.)FR | CH1 Platin · (31 Wo.)CH |                                                                               |
| 2012 | L’envolée                     | — | FR6 (3 Wo.)FR | CH1 Gold · (4 Wo.)CH |                                                                               |
| 2017 | Song Book                     | — | — | CH1 Platin · (29 Wo.)CH | CD+Buch mit Texten von Martin Suter                                           |
| 2019 | Hüh!                          | — | FR17 (9 Wo.)FR | CH2 (22 Wo.)CH | mit der Berner Band Traktorkestar                                             |
| 2019 | Homeless Songs                | — | FR10 (20 Wo.)FR | CH1 (24 Wo.)CH | Texte auf Berndeutsch von Martin Suter und auf Französisch von Philippe Djian |
| 2021 | Engelberg Live 91             | — | — | CH35 (1 Wo.)CH |                                                                               |
| 2022 | Ode                           | — | FR8 (11 Wo.)FR | CH2 (18 Wo.)CH |                                                                               |
| 2023 | Kunscht isch geng es Risiko   | — | — | CH2 (9 Wo.)CH | mit Roman Nowka’s Hot 3                                                       |

grau schraffiert: keine Chartdaten aus diesem Jahr verfügbar
Weitere Alben
- Monsieur N. (Filmmusik, 2003)
- Traces (Box-Set, 2009)
- Spielt Noise Boys (2010, Wiederveröffentlichung mit neuen Versionen)

### Singles und EPs
| Jahr | Titel Album                      | Höchstplatzierung, Gesamtwochen, AuszeichnungChartplatzierungen (Jahr, Titel, Album, Platzierungen, Wochen, Auszeichnungen, Anmerkungen) | Höchstplatzierung, Gesamtwochen, AuszeichnungChartplatzierungen (Jahr, Titel, Album, Platzierungen, Wochen, Auszeichnungen, Anmerkungen) | Höchstplatzierung, Gesamtwochen, AuszeichnungChartplatzierungen (Jahr, Titel, Album, Platzierungen, Wochen, Auszeichnungen, Anmerkungen) | Anmerkungen                                                                              |
| Jahr | Titel Album                      | DE | FR | CH | Anmerkungen                                                                              |
| ---- | -------------------------------- | --- | --- | --- | ---------------------------------------------------------------------------------------- |
| 1980 | Noise Boys                       | — | — | — |                                                                                          |
| 1980 | Stephan Eicher spielt Noise Boys | — | — | — | EP                                                                                       |
| 1982 | Les filles du Limmatquai         | — | — | — | EP                                                                                       |
| 1982 | Souvenir                         | — | — | — | EP                                                                                       |
| 1986 | Two People in a Room             | — | FR27 (12 Wo.)FR | — |                                                                                          |
| 1987 | Combien de temps                 | — | FR14 (14 Wo.)FR | CH19 (5 Wo.)CH |                                                                                          |
| 1989 | Guggisberglied                   | — | — | CH13 (9 Wo.)CH |                                                                                          |
| 1991 | Déjeuner en paix                 | — | FR2 (22 Wo.)FR | — |                                                                                          |
| 1991 | Pas d’ami (comme toi)            | — | FR7 (14 Wo.)FR | — |                                                                                          |
| 1992 | Hemmige                          | — | FR27 (10 Wo.)FR | CH15 (6 Wo.)CH |                                                                                          |
| 1992 | Tu ne me dois rien               | — | FR25 (15 Wo.)FR | — |                                                                                          |
| 1993 | Des hauts, des bas               | — | FR12 (13 Wo.)FR | CH19 (10 Wo.)CH |                                                                                          |
| 1993 | Ni remords, ni regrets           | — | FR49 (1 Wo.)FR | — |                                                                                          |
| 1996 | Oh ironie                        | — | FR23 (4 Wo.)FR | CH34 (4 Wo.)CH |                                                                                          |
| 2003 | Taxi Europa                      | — | — | CH53 (4 Wo.)CH | feat. Gazzè & Grönemeyer                                                                 |
| 2003 | L’hymne à l’amour                | — | FR50 (12 Wo.)FR | — | mit Aznavour, Boulay, Biolay, Macias, Maurane, Foly, Fontaine, Mami, Leroy, Pagny & Badi |
| 2007 | Weiss nid was es isch            | — | — | CH19 (10 Wo.)CH |                                                                                          |
| 2007 | Rendez-Vous                      | — | — | CH36 (8 Wo.)CH |                                                                                          |
| 2007 | Eldorado                         | — | — | CH24 (1 Wo.)CH |                                                                                          |

grau schraffiert: keine Chartdaten aus diesem Jahr verfügbar

### Videoalben
- 1994 Guarda e passa
- 2003 Film*s
- 2004 Tour Taxi Europa
- 2009 Eldorado-Trio Live